# Anarchism in America
Anarchism in America és un documental de 1983, dirigit per Steven Fischler i Joel Sucher i produït per Pacific Street Films, que el 2006 ha estat rellançat per AK Press en DVD.
La pel·lícula identifica l'anarquisme com l'única ideologia genuïnament antiautoritària, i discuteix en quina forma els ideals anarquistes s'alineen amb els ideals de la tradició revolucionària estatunidenca i el seu esperit independent, des de camioners fins a intel·lectuals, des de comunitats rurals fins a zones urbanes.
En el documental intervenen Paul Avrich, Jello Biafra, Murray Bookchin, Mollie Steimer, Karl Hess, i el poeta Kenneth Rexroth. Es tracta el tema de la guerra civil espanyola de 1936, la revolució russa de 1917, la influència de Emma Goldman i el cas dels anarquistes executats Sacco i Vanzetti.